# Huzar na dachu
Huzar na dachu (fr. Le Hussard sur le toit) – powieść historyczna autorstwa Jeana Giono z 1951.
Akcja książki dzieje się w pierwszej połowie XIX w. podczas wielkiej epidemii cholery w Prowansji. Angelo Pardi, włoski pułkownik huzarów pochodzący z Piemontu, ścigany przez austriackich szpiegów, znajduje schronienie w południowej Francji. Szerząca się wokoło śmierć powoduje histerię wśród mieszkańców, a każdy przybysz staje się potencjalnym źródłem choroby. Angelo dociera do miejscowości Manosque, gdzie zostaje oskarżony o zatrucie wody w studni. Chowa się w opuszczonym domu, w którym poznaje Pauline de  Théus, arystokratkę poszukującą zaginionego męża.

„Huzar na dachu” to jedno z najważniejszych dzieł w dorobku Jeana Giono, francuskiego pisarza znanego ze swojego niepowtarzalnego stylu i głębokiej refleksji nad ludzką naturą. W tej powieści Giono zanurza czytelnika w wir wydarzeń z początku XIX wieku, łącząc elementy romansu z dramatyczną relacją o epidemii cholery.

Książka znalazła się na 31. miejscu w zestawieniu 100 książek XX wieku według Le Monde.

## Ekranizacja
- 1995 Huzar (fr. Le hussard sur le toit)[4]